# 5º centro di allevamento quadrupedi
Il 5° Centro di Allevamento Quadrupedi, noto anche come Tenuta di Portovecchio, è stata una struttura dell'Esercito Italiano avente sede a San Martino Spino, frazione del comune di Mirandola, in provincia di Modena. La sede era situata all'interno di una vasta area di 1.500 ettari che, nei secoli precedenti, appartenne alla famiglia Pico della Mirandola, poi al Ducato estense ed infine allo Stato Italiano.

## Storia

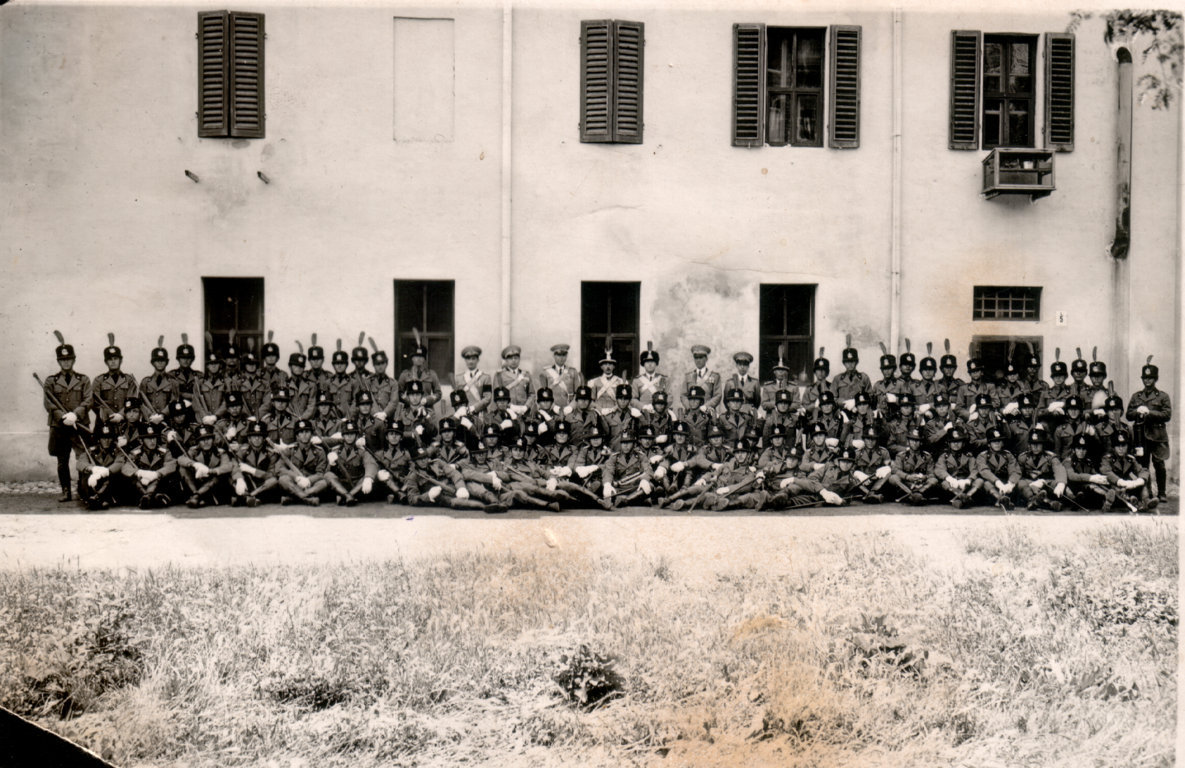
Militari del Centro Allevamento Quadrupedi negli anni 1930

L'area delle Valli mirandolesi, abitata fin dall'epoca etrusca, era nota da tempi immemorabili per l'allevamento di cavalli di razze pregiate: infatti, un documento storico attesta che il 7 luglio 1461 il duca di Ferrara Borso d'Este si recò a San Martino Spino per acquistare un puledro. Gli allevamenti dei famosi cavalli corsieri, villani e zanetti, acquistati dalla nobiltà padana, furono gestiti dai Pico, signori del Ducato della Mirandola, dal XV secolo fino alla loro decaduta nel 1711 e in seguito dai duchi Estensi di Modena, che la diedero in gestione ai marchesi Menafoglio.
Nel 1796, durante la Repubblica Cisalpina e a seguito dell'abolizione dei feudi, la tenuta venne acquisita dal Dipartimento del Panaro. Dopo il Congresso di Vienna del 1815 il centro di allevamento ritornò in possesso della Camera Ducale degli Stati Estensi, che pochi anni dopo, nel 1824, realizzò il Barchessone Vecchio.
A seguito dell'insurrezione dei moti del 1830-1831, l'11 novembre 1831 venne istituita la 19ª Compagnia dei Regi Cacciatori Volontari di Portovecchio, facente parte del 4º Battaglione della Milizia dei Volontari Estensi, che venne assegnata al comando del capitano conte Giuseppe Maria Sabatini.

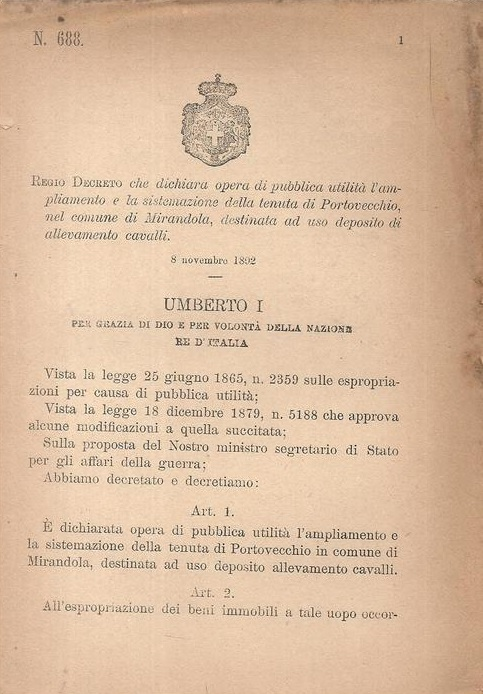
Regio Decreto 8 novembre 1892

Con l'unità d'Italia, la tenuta di Portovecchio venne acquisita nel 1859 dal Regno di Sardegna, poi divenuto Regno d'Italia; tuttavia già nel marzo 1861 il ministro delle finanze Pietro Bastogi decise di vendere all'asta molte proprietà degli ex stati modenese e parmense, incluso il latifondo di Portovecchio di 2.823,1123 ettari (il valore stimato nel 1861 era di 1.037.400 lire). Dopo alcune aste andate deserte, il tenimento demaniale di Portovecchio venne acquistato nel 1862 dal barone Vincenzo Belinda, rimanendone in possesso fino al 1880.
Nell'estate del 1882 parte della tenuta di Portovecchio venne nuovamente riacquistata dal Ministero della Guerra, al fine di impiantare un rifornimento di cavalli, opportunamente selezionati e corretti negli appiombi, e di muli con caratteristiche confacenti alle esigenze. La ditta Paolo Zoboli di Modena iniziò a realizzare i ricoveri per i cavalli, con una spesa di 100.000 lire dell'epoca: complessivamente vennero costruite 19 "tettoie", ognuna delle quali era identificata con un toponimo, tra cui Macchinetta, Vallette, Casalvecchio, Ladri, Cappello, Pascoli, Mezzaluna, Spino e Fieniletto.
Con il Regio Decreto 19 aprile 1883 fu ufficialmente istituito il "Quinto deposito Allevamento Cavalli", che diventò operativo nel maggio successivo. Nel 1885 il Palazzo di Portovecchio venne restaurato ed adibito ad abitazione del personale militare, con un costo di 60.000 lire. Nel 1891 è documentata l'esistenza di estesissimi prati naturali, dove pascolavano dalla fine di marzo a novembre grandi mandrie di bovini, ovini ed equini; in particolare la razza equina «nostrana» stava migliorando notevolmente, grazie alla selezione incentivata dagli stalloni privati, ma soprattutto da quelli del Governo che erano siti in cinque stazioni di monta nel Circondario di Mirandola. Con ulteriore Regio Decreto dell'8 novembre 1892 venne dichiarata opera di pubblica utilità l'ampliamento e la sistemazione della tenuta di Portovecchio, nel comune di Mirandola, destinata ad uso deposito di allevamento cavalli.

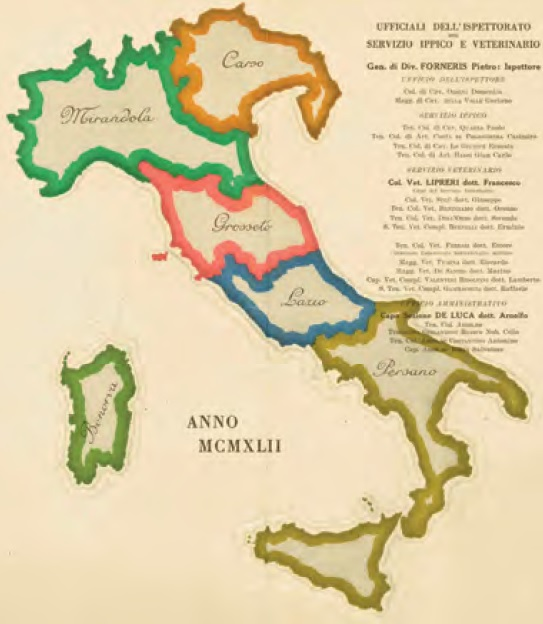
Competenza territoriale dei centri ippici nazionali nel 1942 (Mirandola, Carso, Grosseto, Lazio, Persano e Bonorva)

La posizione strategica della tenuta di Portovecchio fu molto importante soprattutto per rifornire con i propri cavalli e muli i fronti italiani della terza guerra d'indipendenza e della prima guerra mondiale. Dopo la disfatta di Caporetto venne allestito nel territorio mirandolese un centro di riordinamento dell'artiglieria, a cui affluirono 6.000 ufficiali, 150.000 uomini e 35.000 quadrupedi.
Il centro fu utilizzato anche durante la seconda guerra mondiale, quando i nazisti vi concentrarono fino a 7.000 cavalli nel 1944. Dal 5 maggio 1945 venne istituito dall'esercito statunitense il 2604th Veterinary General Hospital, dove furono curati circa 500 cavalli feriti; nella tenuta vennero inoltre ammassati migliaia di animali catturati dopo la capitolazione nazista. Un altro ospedale militare veterinario fu allestito presso l'allevamento ippico di Corte Dell'Acqua a Tramuschio.
Con l'avvento della motorizzazione, l'utilizzo militare degli equini diminuì notevolmente, finché la legge 30 giugno 1954, n. 549 "Riforma dei Depositi cavalli stalloni" soppresse tutti e cinque i centri di rifornimento, con passaggio dei parte dei terreni e del personale non militare al ministero dell'agricoltura e delle foreste. L'area rurale a sud di via Valli venne quindi conferita nel 1956 alla Cassa per la formazione della piccola proprietà contadina e successivamente entrò in possesso della cooperativa agricola Odoardo Focherini.
L'area recintata del Palazzo di Portovecchio venne invece utilizzata come Centro Logistico Materiali da Ponte del 2º Reggimento genio pontieri dell'arma del genio militare, oltre che dalla Folgore per addestrare i cani anti-esplosivo. La proprietà demaniale è stata utilizzata anche dall'Aeronautica militare come centro di Rilevazione atmosferica e ponte radio connessioni militari, inquadrato come distaccamento del 4° Deposito della Caserma Francesco Setti di Modena.

## Allevamento

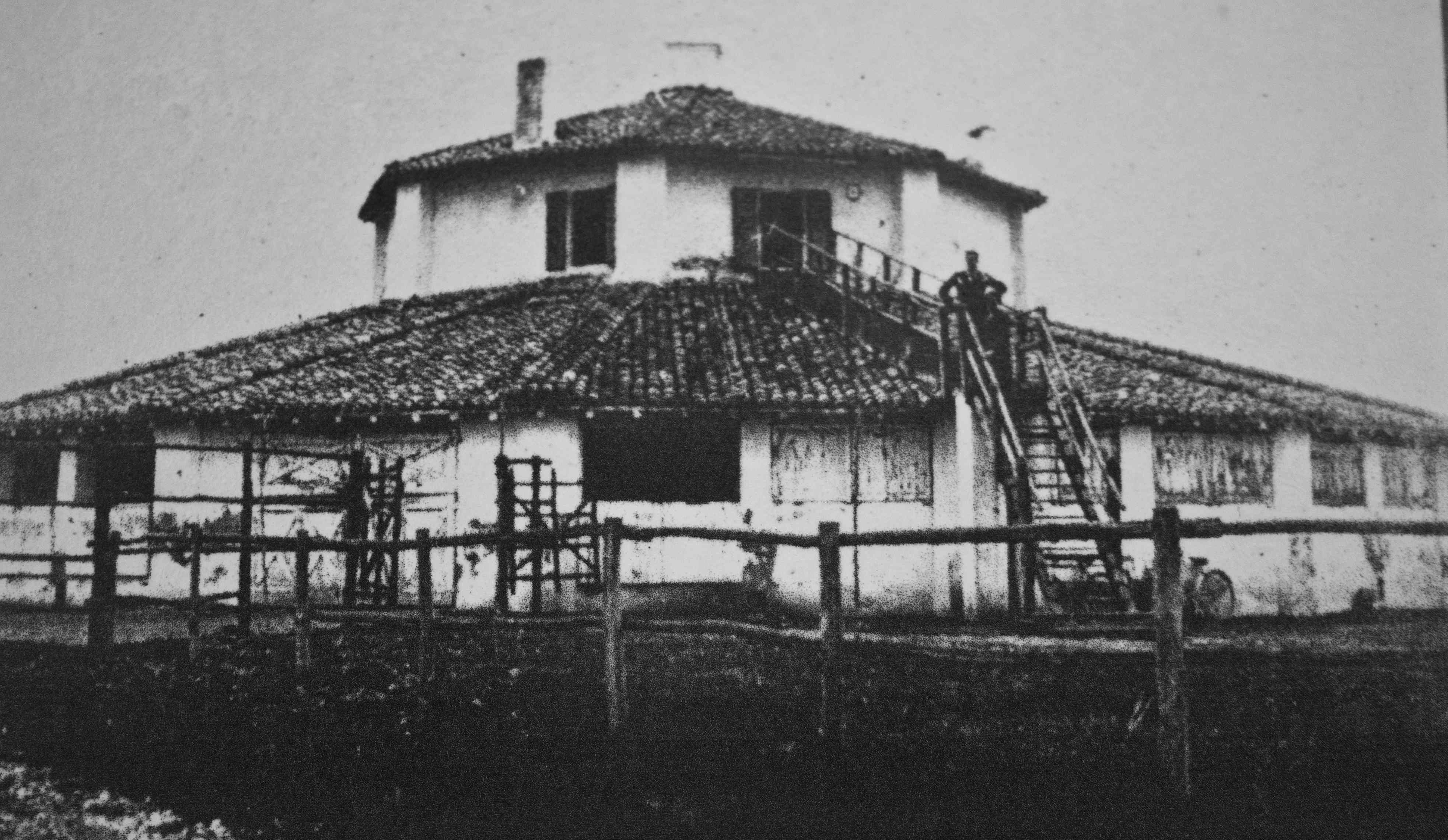
Il Barchessone Vecchio

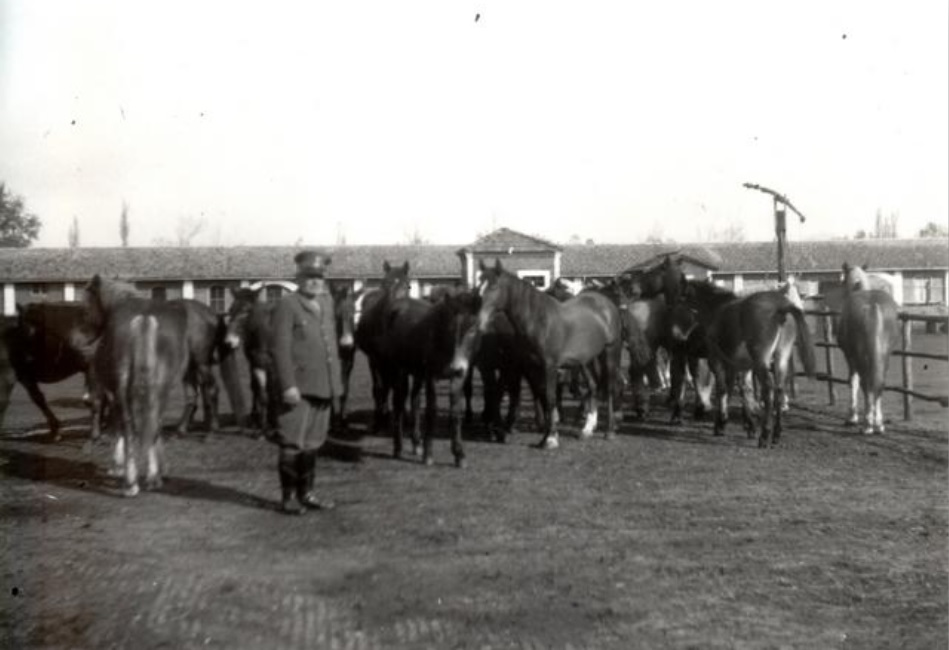
Capobuttero con cavalli

A differenza dei metodi tradizionali usati a Grosseto e Persano, l'allevamento di San Martino Spino era organizzato in maniera simile al Centro di allevamento "Carso" di Palmanova: i puledri pascolavano allo stato semi-brado in grandi recinti, riparandosi di notte sotto le tettoie o nei barchessoni, e rimanevano liberi anche dentro le stalle.

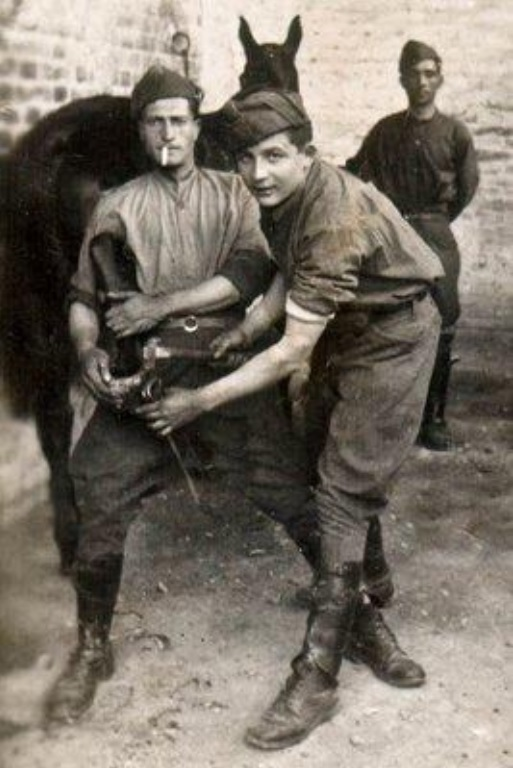
Militari maniscalchi all'opera

Le fattrici di proprietà dello Stato, soprattutto di razza Cavallo agricolo italiano da tiro pesante rapido (TPR), erano concesse già gravide con contratto di "affida" o soccida agli agricoltori di tutto il Nord Italia, che le impiegavano nei i propri lavori. 
In seguito, i contadini erano precettati a presentare, su determinate piazze e in certe date prefissate, il puledro nato da tre mesi, che veniva esaminato da una Commissione, che inoltre poteva anche acquistare altri cavalli dagli allevatori. Successivamente, i cavalli venivano trasportati a San Martino Spino per l'ispezione veterinaria, che prevedeva anche l'intradermoreazione alla malleina al fine di diagnosticare eventuali infezioni da morva (l'ultimo caso accertato nell'allevamento fu nel 1928); in caso di positività, lo stallone era soppresso e incenerito nel forno crematorio tuttora esistente.
I puledri sani erano raggruppati in branchi omogenei per età, mentre quelli che non presentavano un perfetto appiombo erano affidati ai maniscalchi per essere "raddrizzati" con apposite ferrature. Al termine dell'allevamento, i cavalli maturi erano spediti al corpo di destinazione.

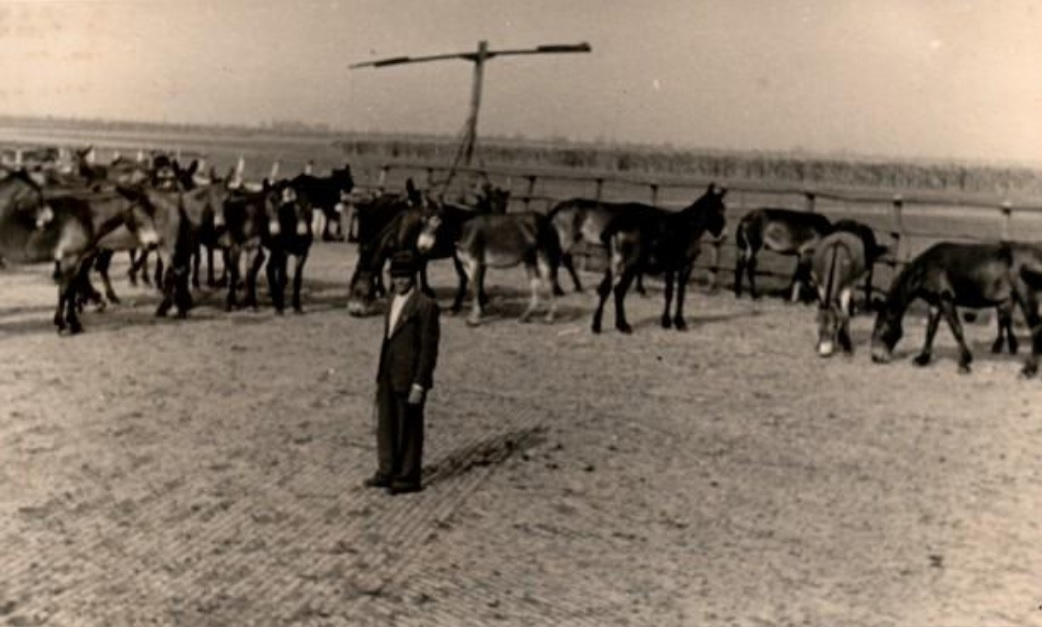
Recinto dei muli, con pozzo "shaduf"

Il centro di allevamento produceva anche molti esemplari di mulo, grazie alle ottanta-cento cavalle fattrici ingravidate da asini: a seconda delle necessità, venivano utilizzati gli stalloni di asino di Martina Franca per avere muli di grossa taglia oppure di asino grigio siciliano o di Ragusa (oggi quasi estinto) per muli più leggeri e agili.
Gli animali erano abbeverati con acqua prelevata dai pozzi tramite un'ingegnosa altana basculante, simile allo shaduf. Peraltro, sulle lunghe stalle esisteva un impianto di raccolta dell'acqua piovana, che veniva purificata tramite filtrazione in apposite vasche contenenti in sequenza ghiaia, carbone vegetale, calce e sabbia di rocca, e in seguito convogliata in una grande cisterna sotterranea in muratura a croce, composta da cinque camere.

## Organizzazione
La tenuta di Portovecchio si estendeva complessivamente per 1.500 ettari, di cui 670 ettari lungo l'attuale via Zanzur, ed era divisa in tre settori: 

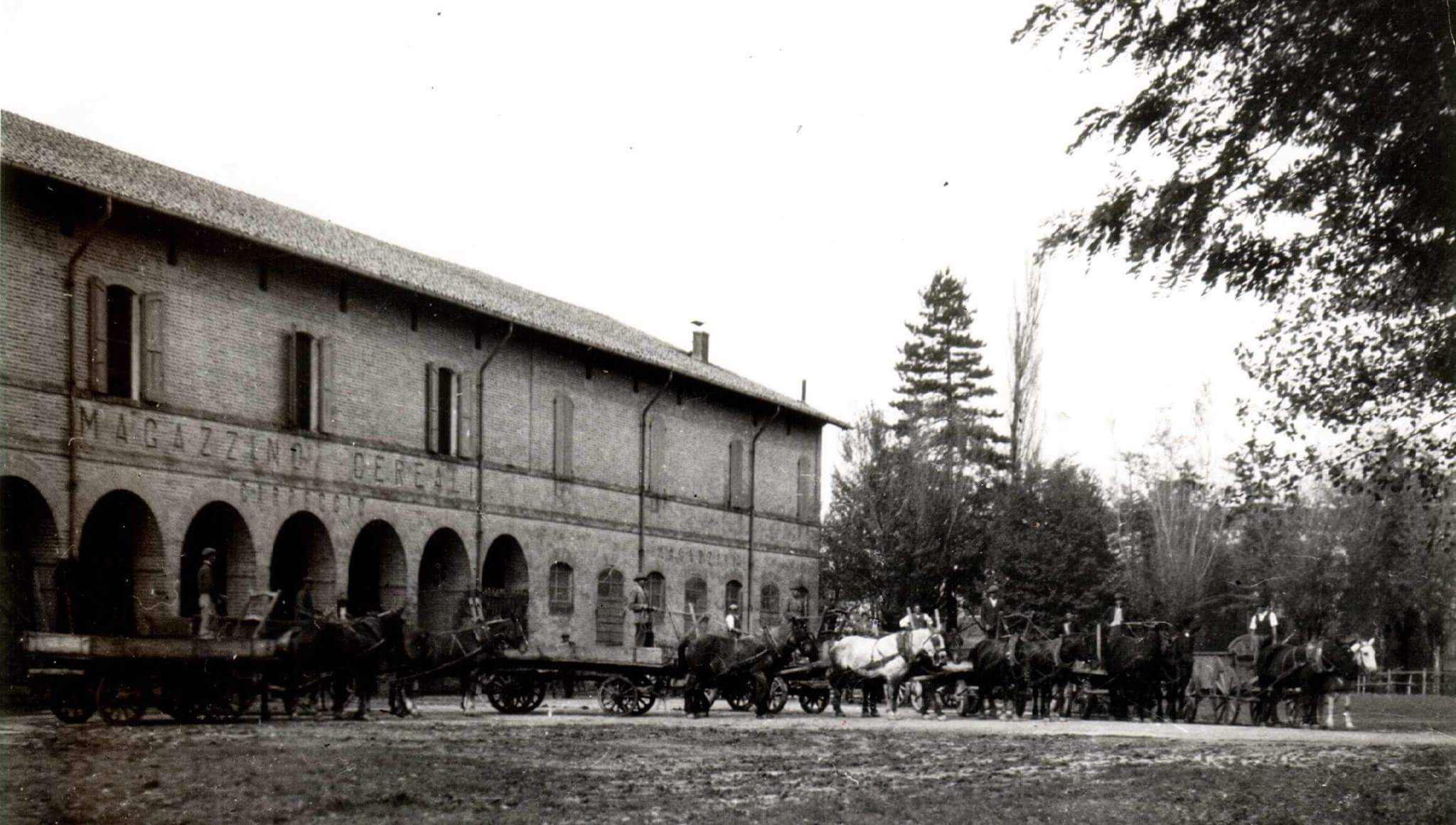
Magazzino dei cereali

- il distaccamento di cavalleria, con il comandante che era anche il direttore del centro;
- il settore veterinario per le attività zootecniche, diretto da un ufficiale veterinario;
- il settore agrario per la produzione dei foraggi, gestito da un perito agrario.

La tenuta di Portovecchio era quasi autosufficiente: vi erano prodotte l'avena e la veccia, mentre i prati stabili e gli erbai erano periodicamente falciati e sottoposti a fienagione nei diversi depositi.
Peraltro erano allevati, per il fabbisogno di carne e latte del personale in servizio, anche bovini di razza maremmana.
Complessivamente, dentro la tenuta vivevano stabilmente circa quaranta famiglie, mentre il personale variava tra le cinquanta unità fisse e i 200 operai stagionali in estate.

## Progetti di recupero

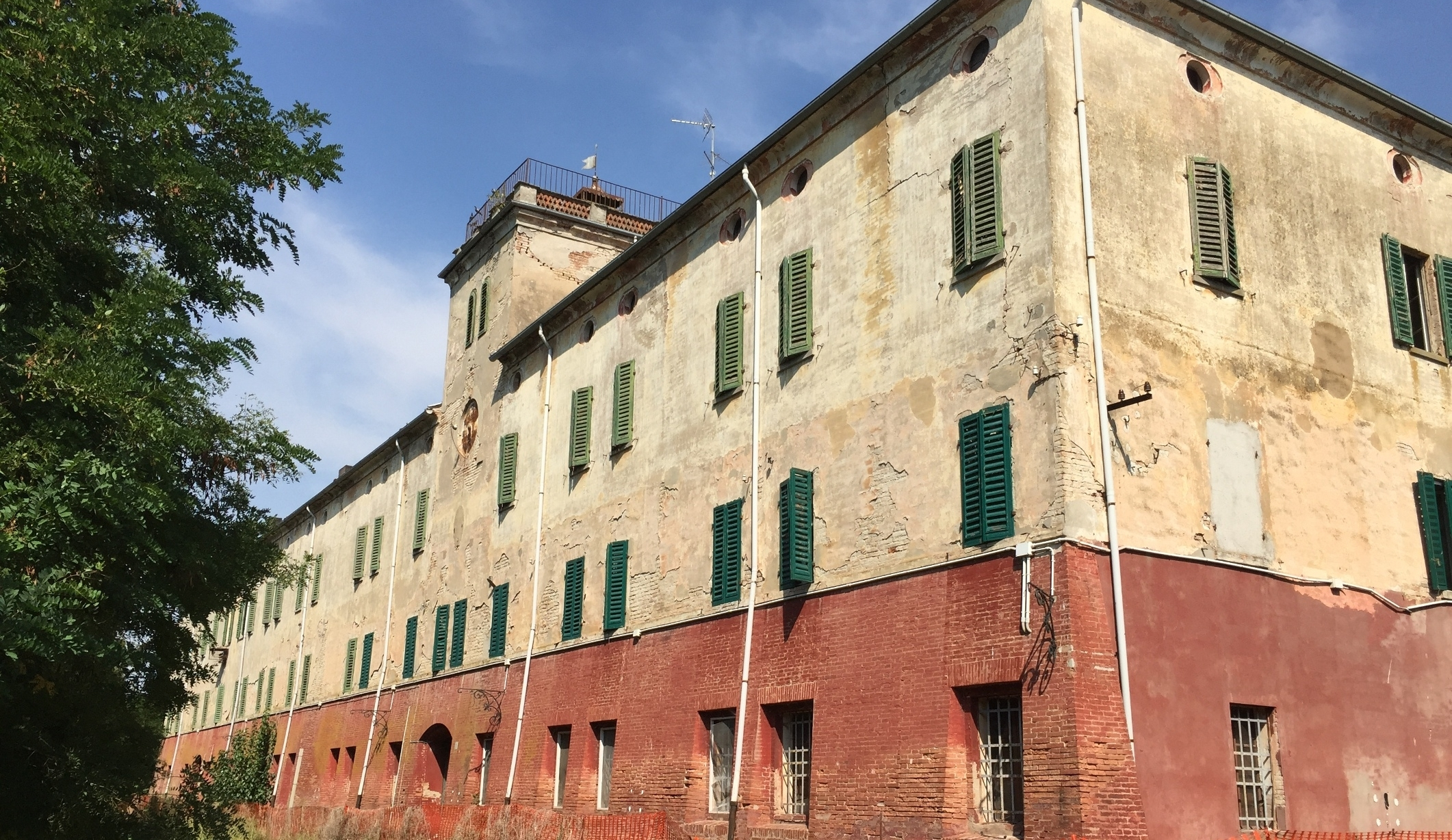
Il Palazzo di Portovecchio nel 2016

Negli anni 1990 sono stati restaurati il Barchessone Vecchio (divenuto centro di educazione ambientale) e altri barchessoni.
L'ex centro logistico militare di San Martino Spino, chiuso nel 2011 ma ancora di proprietà del 6º reparto infrastrutture di Bologna, è in stato di abbandono ed è oggetto di ipotesi e progetti di recupero e riqualificazione.
Il Palazzo di Portovecchio, già in grande stato di degrado, è stato ulteriormente danneggiato dal Terremoto dell'Emilia del 2012 e da una tromba d'aria l'anno successivo; per la messa in sicurezza la Regione Emilia-Romagna ha stanziato 3,8 milioni di euro.
Nel novembre 2013 il Comune di Mirandola ha chiesto al Ministero della Difesa il trasferimento della proprietà in base al cosiddetto "Federalismo demaniale" (art. 56 bis del Decreto Legge 69/2013). Nel maggio 2016 la Commissione regionale per il patrimonio culturale dell’Emilia-Romagna (Soprintendenza) ha notificato all'Agenzia del Demanio e all'amministrazione comunale il vincolo di interesse culturale (D.Lgs n.42/2004) della "Villa Pico di Portovecchio ed ex Deposito Allevamento Cavalli".
Il Palazzo di Portovecchio è stato censito dal progetto "I Luoghi del Cuore" e aperto al pubblico in occasione della giornata FAI di primavera 2017 organizzata dal Fondo Ambiente Italiano.